# Karli
Karli (vagy Qarli) Szamal Királyság hatodik ismert uralkodója, Kilamuva fia. Pontos datálása nem lehetséges, annyi bizonyos, hogy Kilamuva i. e. 823-ban, III. Sulmánu-asarídu halálának évében még életben volt, mert a Kilamuva-sztélé a már független uralkodónak állít emléket. Karli neve az 1890-ben felfedezett Hadad-szobor feliratán maradt fenn, amely fia, I. Panamuva idejében keletkezett. Panamuva Karli fiának és Kilamuva unokájának nevezi magát rajta. Az uralkodóról más ismert, egykorú forrás nem számol be.